# هنري دبليو. تومسون
هنري دبليو. تومسون (بالإنجليزية: Henry Thompson)‏ هو سياسي أسترالي وبريطاني (وحمل سابقاً جنسية المملكة المتحدة لبريطانيا العظمى وأيرلندا)، ولد في 2 مارس 1839، وتوفي في 21 سبتمبر 1906. انتخب عضو مجلس جنوب أستراليا التشريعي عن دائرة Central District No. 1 (South Australian Legislative Council) ‏ وقد انضم خلال فترته النيابية (3 مايو 1902 – 21 سبتمبر 1906)  للكتلة البرلمانية مستقل.